# Technicien de laboratoire
Le technicien de laboratoire est un métier nécessitant des compétences acquises préalablement, de la rigueur, de la minutie et de l'attention.

## Domaines de travail
- Chimie
  - Chimie analytique
  - Chimie minérale
  - Chimie organique

- Physique
  - Science des matériaux
  - Métrologie

- Biologie
  - Biochimie
  - Biotechnologie
  - Pharmacologie
  - Hématologie
  - Virologie
  - Microbiologie
  - Cytologie

## Formation

### Au Québec
Pour occuper la fonction de technicien de laboratoire, il faut généralement avoir obtenu un [diplôme d'études collégiales] (DÉC) en techniques d'analyses biomédicales (TAB) ou un DÉC en techniques de laboratoire.
Cependant, pour pouvoir exercer dans les centres hospitaliers et pour des actes protégés (comme prélever du sang dans une veine périphérique ou effectuer un temps de saignement sur prescription médicale), le technicien doit avoir un DÉC en techniques d'analyses biomédicales (ou un diplôme comparable) puis être membre de l'Ordre des technologistes médicaux du Québec. Une fois admis à l'Ordre, il sera alors un technologiste médical.

### En France

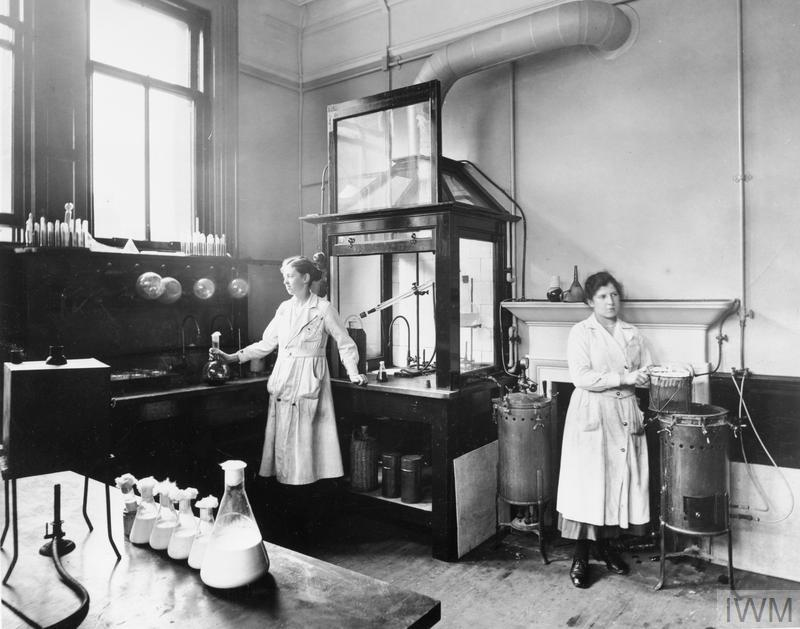
Laborantines dans un laboratoire de Glasgow pendant la Première Guerre mondiale.

Il doit être titulaire d'un diplôme de niveau bac+2 spécialisé : un Brevet de Technicien Supérieur (BTS), un Diplôme universitaire de technologie (DUT), un Brevet de technicien supérieur agricole (BTSA) ou encore le Diplôme d'État de Technicien en Analyses Biologiques.
La formation s'étale sur deux, voire trois ans, et alterne cours, travaux pratiques et stages. Les principales disciplines sont la chimie, la biochimie, la biotechnologie, la microbiologie (bactériologie, virologie, parasitologie), l'hématologie, l'immunologie, l'immuno-hématologie, l'histologie… Dans le domaine de l'analyse médicale, le technicien est également fréquemment titulaire d'un certificat d'aptitude aux prélèvements sanguins lui permettant la réalisation de prises de sang. De plus, le technicien doit détenir l'« attestation de formation aux gestes et soins d'urgence » (niveau 1 et 2).
Les débouchés sont variés : hôpitaux ; laboratoires d’analyses médicales de ville ; laboratoires de recherche (CNRS, INSERM, IFREMER) ; laboratoires pharmaceutiques et agro-alimentaires ; E.F.S. ; laboratoires de l’administration (police, armée, éducation nationale, D.G.C.C.R.F.).
Il existe une filière de techniciens spécialisés en hygiène hospitalière nommée Technicien Biohygiéniste.

### En Suisse
En Suisse, la formation de laborantin s'acquiert par une formation professionnelle initiale de 3 ou 4 ans en entreprise. Avec ou sans la maturité professionnelle technique (moyennant un jour de cours en plus par semaine). Les apprentissages de laborantin sont effectués dans trois domaines : le laborantin en chimie, en biologie, en physique.
À Monthey une structure spécifique a été mise en place l'EIL (école intercantonale de laborantin(e) en chimie) où les apprentis du canton de Vaud et du Valais peuvent accomplir leur formation en système dual (un an et demi en école et un an et demi en entreprise).